# Тома, Вильгельм фон
Вильгельм Йозеф риттер фон Тома (нем. Wilhelm Josef Ritter von Thoma; 11 сентября 1891, Дахау, Бавария — 30 апреля 1948, там же) — немецкий генерал танковых войск, участник Первой мировой, гражданской в Испании и Второй мировой войны.

## Начало карьеры и Первая мировая война
В сентябре 1912 года Вильгельм Тома начал военную службу фанен-юнкером (кандидат в офицеры) в 3-м Баварском пехотном полку. С октября 1913 года до начала Первой мировой войны обучался в Мюнхенском военном училище.
С началом мировой войны, 2 августа 1914 года, получил звание лейтенанта и направлен служить в 3-й Баварский пехотный полк (Западный фронт). 25 сентября 1914 года получил пулевое ранение в голову, остался на фронте. 28 сентября 1914 года назначен командиром роты. 2 октября 1914 года — второе ранение, шрапнелью в правую руку. Награждён Железным крестом 2-й степени и баварским орденом «За военные заслуги» 4-го класса с мечами.
В январе 1915 года назначен полковым адъютантом 3-го Баварского пехотного полка, переведённого на Восточный фронт, в Галицию. В июне 1915 года награждён Железным крестом 1-й степени.
В октябре 1915 года — на Сербском фронте, третье ранение (осколочное в грудь), награждён австрийским орденом. В начале 1916 года — на Западном фронте (Верден), с лета 1916 года вновь на Восточном фронте, участвовал в отражении «Брусиловского прорыва». За командование в арьергардных боях в июле 1916 года лейтенант Тома был награждён рыцарским крестом ордена Максимилиана Иосифа, высшей воинской наградой, которая дала ему титул «риттер фон» (дворянство в ранге рыцаря).
С апреля 1917 по март 1918 года — обучался на различных военных курсах, в декабре 1917 года произведён в обер-лейтенанты.
С апреля 1918 года — вновь на Западном фронте, 25 апреля 1918 года ранен четвёртый раз (осколочное ранение левой руки). 2 мая 1918 года назначен командиром пулемётной роты, а 14 мая 1918 года — командиром 1-го батальона 3-го Баварского пехотного полка.
18 июля 1918 года, в ходе наступления французских и американских войск в районе Суассона, взят в плен американцами.

## Между мировыми войнами
27 октября 1919 года освобождён из плена, после отпуска с февраля 1920 года обер-лейтенант фон Тома продолжил службу в рейхсвере — командиром роты, затем батальонным адъютантом.
В ноябре 1923 года участвовал в подавлении нацистского путча в Мюнхене.
С февраля 1925 года — капитан, служил на различных командных и штабных должностях (уровня рота-батальон), обучался на различных военных курсах, в том числе в казанском учебном центре. С апреля 1934 года — майор.
В августе 1934 года направлен в учебную моторизованную часть (Эрдруф), которая стала ядром будущих бронетанковых войск вермахта.
В октябре 1935 года майор фон Тома назначен командиром 2-го батальона 4-го танкового полка 2-й танковой дивизии. С августа 1936 года — подполковник.

## Война в Испании
23 сентября 1936 года подполковник фон Тома назначен командиром танкового подразделения немецкого легиона «Кондор», воевавшего в Испании на стороне правых.
Танковое подразделение легиона (уровня батальона) было оснащено лёгкими немецкими танками PzKw I (по советской терминологии — Т-1), с противопульным бронированием, двумя членами экипажа и вооружёнными спаренным пулемётом. В этом подразделении немецкие инструкторы обучали испанских танкистов. Впоследствии использовались также трофейные танки советского производства, в основном Т-26.
Немецкие инструкторы, в том числе и сам фон Тома, принимали участие в боевых действиях танковых сил.
С апреля 1938 года — фон Тома в звании полковника, по возвращении из Испании (июнь 1939 года) — награждён немецким орденом Испанский крест с золотыми мечами и бриллиантами (высшая степень ордена, один из 28 награждённых). Фон Тома также был награждён двумя медалями Испании.

## Вторая мировая война
По возвращении из Испании полковник фон Тома назначен командиром 3-го танкового полка 2-й танковой дивизии.
В ходе Польской кампании 2-я танковая дивизия дошла до реки Сан, на линию разграничения зон оккупации Польши Германией и СССР. За эту кампанию фон Тома был награждён планками к Железным крестам обеих степеней (повторное награждение).
С начала 1940 года — в штабе верховного командования сухопутных сил, с августа 1940 года — генерал-майор, инспектор моторизованных войск.
В июле — сентябре 1941 года — командир 17-й танковой дивизии.
С октября 1941 года генерал-майор фон Тома командует 20-й танковой дивизией, наступавшей в составе группы армий «Центр» на Москву. 31 декабря 1941 года фон Тома награждён Рыцарским крестом.
Летом 1942 года — в распоряжении командования сухопутных сил, с августа 1942 года — генерал-лейтенант.
1 сентября 1942 года назначен командующим Немецким Африканским корпусом. 1 ноября 1942 года произведён в звание генерала танковых войск.
23 октября 1942 года началась битва при Аль-Аламейне — наступление британской армии на немецко-итальянские войска. Роммель, командовавший Африканской армией, понёсшей большие потери, намеревался отвести войска из Египта в Ливию, однако Гитлер 1 ноября дал приказ удерживать позиции. Генерал фон Тома, согласно некоторым источникам, назвал этот приказ «сумасшествием», а 3 ноября лично, в одном из танков, отправился на линию фронта.
4 ноября 1942 года генерал танковых войск фон Тома был взят в плен британцами. Тайная прослушка его беседы с другим пленным генералом, Людвигом Крювелем, раскрыла перед союзниками факт разработок ракет Фау-1 и Фау-2 в Пенемюнде. В других прослушиваемых разговорах фон Тома неоднократно высказывал критику Гитлера и военных преступлений, совершаемых нацистской Германией. Так, по поводу немецких зверств в СССР фон Тома заявлял, что ему стыдно быть офицером. Вокруг него группировались антигитлеровски настроенные военнопленные высокопоставленные офицеры, сожалевшие о провале заговора 20 июля 1944 года — в противовес «группе Крювеля», яро поддерживавшей нацистов и Гитлера.
Находясь в плену, в знак милосердия к поверженному врагу был приглашён генералом Монтгомери на обед. Этот факт вызвал скандал в английской прессе. Узнав об этом, Черчилль с присущим ему юмором сказал в Палате общин: «Бедный фон Тома! Был побежден, пленен и... (длинная пауза для драматического эффекта) обедал с Монтгомери».
25 ноября 1947 года фон Тома был освобождён из плена, через пять месяцев скончался от сердечного приступа в родном городе Дахау.

## Награды
- Железный крест 2-го класса (17 октября 1914) (Королевство Пруссия)
- Орден «За военные заслуги» 4-го класса с мечами (16 ноября 1914) (Королевство Бавария)
- Железный крест 1-го класса (3 июня 1915) (Королевство Пруссия)
- Крест «За военные заслуги» 3-го класса с лаврами (военными украшениями) (5 апреля 1916) (Австро-Венгрия)
- Военный орден Максимилиана Иосифа рыцарский крест (5 июля 1916) (Королевство Бавария)
- Нагрудный знак «За ранение» в серебре (22 ноября 1916) (Германская империя)
- Почётный крест Первой мировой войны 1914/1918 с мечами (1935)
- Медаль «За выслугу лет в вермахте» с 3-го по 1-й класс
- Танковый знак легиона «Кондор» в золоте (1936)
- Испанский крест в золоте с мечами и бриллиантами
- Медаль «За Испанскую кампанию» (Королевство Испания)
- Военная медаль с бриллиантами (Королевство Испания)
- Пряжка к Железному кресту 2-го и 1-го класса (1939)
- Рыцарский крест Железного креста (31 декабря 1941)
- Медаль «За зимнюю кампанию на Востоке 1941/42»